# 古橋孝仁
古橋 孝仁（ふるはし こうじ、1973年11月13日 -）は、埼玉県さいたま市出身のモーターサイクル・AMAプロレーシング ダートトラック ライダーである。
現在はアメリカ合衆国インディアナ州インディアナポリス在住。モーターサイクルレースの基本となるダートトラックを体験できるスクール等を実施中である。

## 戦績
- 2004年-アメリカ中西部のローカルレースに参戦。

SNR インドア ショートトラックレースシリーズ、アマチュア450ccクラス総合優勝、及びTTクラス総合優勝。
- 2005年-アメリカ中西部のローカルレースに参戦。
- 2006年- AMAプロスポーツクラス　ライセンス取得。ゼッケンナンバーは”43X”。
- 2007年-　AMAプロエキスパートクラス　昇格。

世界最高クラスのダートトラックレースである全米選手権プロエキスパートクラスに参戦。
- 2013年-　GNCプロエキスパートクラス参戦＆優勝のための新たなマシンを製作中である。
- 2015年　ミッドアメリカ・スピードウェイ　マッドドッグ・クラス総合優勝